# Thelepus boja
Thelepus boja är en ringmaskart som beskrevs av Anne D. Hutchings och Glasby 1987. Thelepus boja ingår i släktet Thelepus och familjen Terebellidae. Inga underarter finns listade i Catalogue of Life.